# 富邦区
富邦区，中文名原作户板区，是缅甸佤邦富邦县下辖的一个区，位于萨尔温江支流南定河流域。

## 历史沿革
富邦在当地传统译名是“户板”。在1027行動之前，户板屬於缅甸国防军控制区域，是掸邦户板县户板镇区下辖的一个镇。在缅甸政府所制定的行政区划上，名义上是佤自治州的首府。
2024年1月4日，缅甸国家管理委员会作出“同意佤邦政府接管户板、班弄地区”的正式决定。1月5日，户板被緬甸民族民主同盟軍攻占，隨後移交佤邦联合军。1月10日至11日，佤邦政府的代表在户板與佤自治州的原州長尼纳（Nyi Nat）舉行交接儀式，自此佤邦正式接管户板、班弄地区，佤邦政府在户板设立户板地区临时管委会。
2024年6月10日，佤邦设立户板县，将户板划归户板县管辖，并将户板的中文名改为“富邦”。

## 行政区划
富邦区下辖以下乡：
- 莫回乡[6]
- 弄莫乡（Eung Nhawng Mo）